# Dalbandin
Dalbandin (beludżi: دالبندین) – miasto w dystrykcie Nushki w prowincji Beludżystan w południowo-zachodnim Pakistanie, stolica taluku Dalbandin.
Miasto jest znane z owocowych sadów.